# Georg Jungclas
 (février 2025).
Georg Max Walter « Schorsch » Jungclas (né le 22 février 1902 à Halberstadt, mort le 11 septembre 1975 à Cologne) est un homme politique trotskiste, résistant allemand au nazisme.

## Biographie
Grandissant dans une famille ouvrière social-démocrate, qui s'installa à Hambourg en 1904, Jungclas rejoint la jeunesse libre-penseuse en 1915 et, en 1916, l'organisation de jeunesse libre de Hambourg-Altona en faveur du Burgfrieden au sein du SPD, plus tard membre de la Jeunesse libre socialiste. En 1919, il rejoint le KPD et appartient à la petite minorité du parti de Hambourg, qui n'a pas rejoint le KAPD en 1920. Travaillant comme libraire après une formation commerciale, il participe à l'Action de Mars 1921 et à l'insurrection de Hambourg en 1923 en tant que membre de l'appareil militaire du KPD puis est formateur itinérant et  consultant en formation pour le parti et travaille jusqu'en 1926 dans une librairie du parti. Après 1923, Jungclas appartient à l'aile gauche du parti et prend à l'opposition interne à Ernst Thalmann, avec Hugo Urbahns il est l'une des opposants les plus connus à Hambourg et rejoint le Leninbund en 1928, avec la minorité trotskyste, il fonde dans les années 1930 l'opposition de gauche au KPD. Ami avec Lev Sedov, le fils de Léon Trotski, il rencontre ce dernier personnellement en 1932 à Copenhague.
En 1933, peu après l'arrivée au pouvoir des nazis, Jungclas émigre à Copenhague, où il construit un groupe d'exilés de l'organisation rebaptisée IKD et joue un rôle important dans la fusion des trotskystes danois. En 1940, après l'occupation du Danemark par la Wehrmacht, Jungclas, qui était resté à flot avec des travaux occasionnels, doit se cacher ; pendant l'occupation, il a un rôle dans la production de divers journaux clandestins. En septembre 1943, Jungclas participe avec ses camarades danois à l'opération de Sauvetage des juifs du Danemark. Arrêté en mai 1944 par la Gestapo, déporté en Allemagne et emprisonné dans le camp de concentration de Fuhlsbüttel près de Hambourg, Moabit et Bayreuth (ici dans une cellule avec Eugen Gerstenmaier), Jungclas échappe à une condamnation à mort pour haute trahison seulement par la destruction des dossiers dans le bombardement du Volksgerichtshof. Au milieu d'avril 1945, il est finalement libéré par des soldats alliés.
Après la libération, Jungclas commence immédiatement à reconstruire la section de la Quatrième Internationale en Allemagne ; il en sera le secrétaire de 1946 à 1967. À la fin des années 1960, il est à côté de Willy Boepple et Jakob Moneta la figure marquante de l'organisation. Il est l'un des initiateurs de l'éphémère UAPD en 1951 et rejoint ensuite le SPD avec le reste de l'IKD pour un travail d'entraide, où il crée le groupe de travail marxiste (MAK) et la revue Sozialistische Politik et prend part à la formation des Falken et des Jusos. En outre, Jungclas soutient les indépendantistes algériens et le Mouvement pacifiste. Suite de l'exclusion par le SPD du SDS, Jungclas exprime publiquement sa solidarité avec le SDS, quitte le SPD et rejoint le comité de soutien du SDS, ce qui le place en position minoritaire dans la section allemande de la Quatrième Internationale. Pour des raisons d'âge et de santé, il se retire progressivement du militantisme à partir de 1967. Impliqué en 1969 dans la reconstitution ouverte de la section allemande de la Quatrième Internationale sous le nom de GIM, il reste actif dans le journalisme jusqu'à sa mort en 1975.
Jungclas épouse en 1962 Helene « Leni » Perz, la fille du résistant Wilhelm Pertz.